# Шёненберг-Кюбельберг
Шёненберг-Кюбельберг (нем. Schönenberg-Kübelberg) — община в Германии, в земле Рейнланд-Пфальц.
Входит в состав района Кузель. Подчиняется управлению Шёненберг-Кюбельберг. Население составляет 5632 человека (на 31 декабря 2010 года). Занимает площадь 18,68 км².